# Гришинское сельское поселение (Крым)
Гришинское се́льское поселе́ние (укр. Гришинське сільське поселення, крымскотат. Токъулчакъ кой юрту, Toqulçaq köy yurtu) — муниципальное образование в составе Первомайского района Республики Крым России.

## География
Поселение расположено в центре района, в центральной части степного Крыма водной из балок — левых притоков Чатырлыка. Граничит на западе со Степновским, на севере с Калининским, северо-востоке Первомайским и на юге с Гвардейским сельскими поселениями (согласно административному делению Украины — с соответствующими сельсоветами).
Площадь поселения 85,21 км².
Основная транспортная магистраль: 35К-001 Красноперекопск — Симферополь (по украинской классификации — Н-05).

## Население
| 2001  | 2014  | 2015  | 2016  | 2017  | 2018  | 2019  |
| ----- | ----- | ----- | ----- | ----- | ----- | ----- |
| 2559  | ↘2366 | ↗2372 | ↗2373 | ↘2357 | ↘2335 | ↘2307 |
| 2020  | 2021  |       |       |       |       |       |
| ↘2274 | ↗2419 |       |       |       |       |       |

## Состав сельского поселения
Поселение включает 3 населённых пункта:
| № | Населённый пункт | Тип населённого пункта | Население на 2014 год |
| - | ---------------- | ---------------------- | --------------------- |
| 1 | Гришино          | село, центр            | ↘1755                 |
| 2 | Выпасное         | село                   | ↘119                  |
| 3 | Фрунзе           | село                   | ↘492                  |

## История
Судя по доступным историческим документам, в начале 1950-х годов был образован Гришинский сельский совет и на 15 июня 1960 года в его составе числились населённые пункты:

| - Выпасное - Гришино | - Крыловка - Сафроновка | - Семёновка - Степное | - Фрунзе - Широкое |

Указом Президиума Верховного Совета УССР «Об укрупнении сельских районов Крымской области», от 30 декабря 1962 года был упразднён Первомайский район и село присоединили к Красноперекопскому. 8 декабря 1966 года был восстановлен Первомайский район и село вернули в его состав. К 1968 году были ликвидированы Сафроновка м Широкое. Степное, Крыловка и Семёновка к 1977 году были выделены в отдельный сельсовет.
С 12 февраля 1991 года сельсовет в восстановленной Крымской АССР, 26 февраля 1992 года переименованной в Автономную Республику Крым. По Всеукраинской переписи 2001 года население совета составило 2559 человек. С 21 марта 2014 года в составе Крыма аннексировано Россией. Законом «Об установлении границ муниципальных образований и статусе муниципальных образований в Республике Крым» от 4 июня 2014 года территория административной единицы была объявлена муниципальным образованием со статусом сельского поселения.